# Seven Witches
Seven Witches est un groupe américain de thrash metal, originaire du New Jersey.

## Histoire
Seven Witches sort un CD démo en 1998, qui leur permet de signer un contrat avec Massacre Records. Les deux premiers albums chez Massacre, Second War in Heaven et City of Lost Souls, mettent en scène le chanteur Bobby Lucas. Lucas est celui qui a nommé le groupe et a écrit les paroles avec Frost. Lucas quitte le groupe en 2000 et est lancé par l'ancien chanteur de Crimson Glory, Wade Black. Avec Black au chant, le groupe enregistre son troisième album studio Xiled to Infinity and One,.
Seven Witches publie Deadly Sins en 2007. L'ancien bassiste Vera mixe l'album. Par la suite, ils se réunissent avec la chanteuse Rivera pour une tournée et un nouvel album intitulé Call Upon the Wicked qui est sorti le 28 juin 2011.

## Discographie

### Albums studio
- 1999 : Second War in Heaven
- 2000 : City of Lost Souls
- 2002 : Xiled to Infinity and One
- 2003 : Passage to the Other Side
- 2004 : Year of the Witch
- 2005 : Amped
- 2007 : Deadly Sins
- 2011 : Call upon the Wicked
- 2013 : Rebirth
- 2015 : The Way of the Wicked

### DVD
- 2006 : Years of the Witch